# NTT Europe
NTT Europe Ltd. bietet als Tier-1-IP-Netzwerk-Provider sichere, gemanagte und überwachte Netzwerke, Systemintegration, Netzwerk- und Applikationsmanagement, Cloud Services, Managed Hosting sowie globale Content- und Media-Delivery-Services. Sie ist ein hundertprozentiges Tochterunternehmen von NTT Communications, dem internationalen Dienstleister der Nippon Telegraph and Telephone.
NTT Europe hat Niederlassungen in Großbritannien, Deutschland, Frankreich, Spanien, den Niederlanden und der Schweiz. Die deutschen Büros befinden sich in Neutraubling, Frankfurt am Main, München und Düsseldorf, in der Schweiz in Zürich. 2010 fand der Zusammenschluss von NTT Europe und NTT Europe Online statt.
NTT Europe erhielt Zertifizierungen für das Informationssicherheits-Management nach ISO/IEC 27001.

## Geschichte
NTT Europe wurde 1988 gegründet und hat seinen Hauptsitz in London. Es bietet ein großes Angebot an individuellen Unternehmenslösungen mit umfassender Fachkompetenz bei privaten Netzwerken, dem globalen Tier-1-Internet-Backbone und ICT-Lösungen für Kunden auf der ganzen Welt an. 2010 erfolgte der Zusammenschluss von NTT Europe und NTT Europe Online.